# 祖厉河
祖厉河为黄河上游一级支流，由祖河、厉河汇集而成，祖厉河由此而得名。祖河、厉河分别发源于甘肃省会宁县太平店乡大山顶和华家岭北麓，源头（厉河）最高点高程2457.9m。南源厉河属淡水，矿化度小于3克/升。东源祖河是苦水。两河在会宁县城以上不远处会合后，由南向北纵贯会宁全境，流经靖远大芦、乌兰两乡，于靖远县西闇门汇入黄河，干流全长224km。
祖厉河流域位于甘肃省中部，东接宁夏回族自治区，南邻定西市的通渭县，西与兰州市的榆中县毗邻，介于东经104°12′--105°30′，北纬35°17′--36°34′之间，流域面积1 0653km2，行政区域涉及甘肃省定西、白银和兰州3市7县（区）以及宁夏回族自治区固原市2个县共9个县（区），即安定、会宁的绝大部分以及靖远、平川、通渭、陇西、榆中、西吉、海原的一小部分。其中甘肃省境内面积1 0056km2，占流域总面积的94.4%。会宁以南为上游，属土石中山，年降水量500毫米以上，植被较好。会宁至郭城驿间为中游，属黄土梁峁沟壑地形，年降水量450毫米以下，植被差，河流切割至黄土层下的第三纪红层后，矿化度增高。沿途纳入西巩河、甘沟河、土木岘河及关川河等支流，因矿化度大于3克/升，难以利用。郭城驿以北为下游，地势低平，河床宽浅，年降水量300毫米以下，几无支流汇入，矿化度大于10克/升，人畜不能饮用，故称苦水河。1973年修建的靖（远）会（宁）提黄（河）电灌工程，已解决了当地农业灌溉和人畜饮水问题。
靖远站多年平均流量5.08立方米/秒，年径流量1.51亿立方米，5～10月占80%以上，年输沙量0.62亿吨。
《汉书·武帝纪》载：“五年冬十月，行幸雍，祠五畴，遂逾陇，登崆峒，西临祖厉河而还。”
如今，祖厉河上已经建起了一座新大桥，名字叫做“祖厉河大桥”。